# بیمارستان بالینی شهرستان آراد
بیمارستان بالینی شهرستان آراد (به لاتین: Arad County Clinical Hospital) یک بیمارستان در رومانی است که در آراد (رومانی) واقع شده‌است.